# Eyes Wide Open (álbum de Sabrina Carpenter)
Eyes Wide Open es el primer álbum de estudio  de la cantante y actriz estadounidense Sabrina Carpenter. Fue lanzado por Hollywood Records el 14 de abril de 2015. Carpenter comenzó a planificar el proyecto en 2014, después de que lanzó su EP debut Can't Blame a Girl for Trying, quería hacer un LP de larga. Todas las pistas de ese EP se incluyeron en el álbum. El álbum se grabó entre 2013 y 2015 y la mayor parte del álbum se grabó en 2014. Musicalmente, Eyes Wide Open es un disco pop con influencias folk, pop rock y pop adolescente. Su producción consiste en guitarras, piano, batería y teclados. En general, el álbum habla de las experiencias personales, la amistad, el amor y los problemas de adolescencia de Carpenter.
El álbum recibió críticas positivas de los críticos musicales y debutó en el número 43 en el Billboard 200 de Estados Unidos, el número 31 en la lista de ventas de álbumes principales de Billboard de Estados Unidos, y el número 14 en la lista de álbumes digitales de Billboard de Estados Unidos. El álbum vendió más de 12.000 copias en su lanzamiento de la primera semana. Eyes Wide Open produjo dos sencillos , «We'll Be the Stars», lanzado el 13 de enero de 2015 y la canción titulada «Eyes Wide Open», lanzada el 7 de abril de 2015.

## Antecedentes y grabación
Carpenter se involucró mucho con Disney Channel en 2013, haciendo varias apariciones en bandas sonoras como «Smile» para el álbum Disney Fairies: Faith, Trust, and Pixie Dust y «All You Need», que aparece en la banda sonora de Sofia the First. En ese mismo año, Carpenter firmó un contrato discográfico con Hollywood Records para lanzar su propia música. Carpenter planeaba lanzar un EP y luego lanzar un álbum de estudio. Lanzó su EP debut Can't Blame a Girl for Trying con cuatro pistas en marzo de 2014.

## Música y letras
El corte final de Eyes Wide Open contiene doce pistas, cuatro de ellas estaban en el EP debut de Carpenter Can't Blame a Girl for Trying. El álbum es un disco de pop adolescente y pop folk, lleno de estilos acústicos y country. Encarna influencias del pop rock, power pop y folk hawaiano. En todas las canciones, Carpenter habla de experiencias personales, amistad, amor y problemas de la adolescencia. Cuatro canciones fueron escritas por Carpenter.
Eyes Wide Open comienza con la canción principal «Eyes Wide Open». La canción demuestra un «estado de ánimo más oscuro» donde Carpenter canta sobre encontrar quién es ella y su camino. Su letra favorita del álbum es la letra de apertura de «Eyes Wide Open» que dice «A todo el mundo le encanta decirme/Nací como un alma vieja». «Can't Blame a Girl for Trying» es una canción popular de guitarra acústica pop que habla de ser tonto en el amor y cometer errores, pero nunca culpar a quienes los cometen. Según Carpenter, la canción «describe perfectamente a una niña de trece años y una adolescente». La tercera pista, «The Middle of Starting Over» tiene influencias de música country pop. La canción habla de seguir adelante, empezar de nuevo y olvidar los errores. «The Middle of Starting Over» se comparó con el trabajo de Taylor Swift en sus primeros álbumes.
La última canción del nuevo material de Carpenter, «Darling I'm a Mess», fue la primera canción que se grabó para Eyes Wide Open. La canción folclórica hawaiana fue coescrita por Meghan Trainor y, líricamente, habla sobre la sensación de estar en la zona de amigos. Una balada de guitarra folk-pop, «White Flag» habla sobre los cambios en nuestra vida diaria y que ninguna de las cosas malas que hacemos durará para siempre. La canción es la última en ser grabada para Can't Blame a Girl for Trying. La última pista del disco, «Best Thing I Got», es una canción pop impulsada por el piano con influencias del jazz. Líricamente, la canción habla sobre el amor y «ser una chica no perfecta que quiere que la vida esté llena de libertad».

## Sencillos
El sencillo principal del álbum, «We'll Be the Stars», fue lanzado el 13 de enero de 2015. Se estrenó en la radio a través de Radio Disney un día antes.
Carpenter hizo que la canción principal del álbum, «Eyes Wide Open», estuviera disponible para aquellos que pre-ordenaron el álbum en iTunes el 7 de abril de 2015. Fue lanzado como el segundo sencillo del álbum, con el estreno del video musical. el 14 de junio de 2015. En 2016, la canción ganó el premio Radio Disney Music Awards al «Mejor himno».

## Recepción crítica
Escribiendo para el sitio web Headline Planet, Brian Cantor le dio al álbum una crítica positiva, centrándose en la emoción transmitida por la actuación de Sabrina Carpenter. Escribió: «Decididamente suelto en su construcción pero rico en personalidad, Eyes Wide Open le brinda a Carpenter la oportunidad de establecer su propia identidad y dejar su propia marca». Cantor creía que las canciones más producidas ponían a Carpenter en desventaja, jugando en contra de sus puntos fuertes. En particular, destacó «Eyes Wide Open» y «We'll Be the Stars» como canciones más débiles del álbum que no muestran el talento y la personalidad de Carpenter en todo su potencial. «Con cada momento que pasa, incluso en sus pistas más débiles», escribió Cantor.

## Rendimiento comercial
El álbum debutó en el número 43 en el Billboard 200 de Estados Unidos, el número 31 en la lista de ventas de álbumes principales de Billboard de Estados Unidos y el número 14 en la lista de álbumes digitales de Billboard de Estados Unidos. Según Billboard y Nielsen SoundScan, el álbum vendió más de 12.000 copias en su lanzamiento de la primera semana.

## Lista de Canciones
| N.º   | Título                          | Escritor(es)                                               | Productor(es)                    | Duración |  |
| 1.    | «Eyes Wide Open»                | Audra Mae Jerrod Bettis Meghan Kabir Sabrina Carpenter     | Mitch Allan                      | 3:12     |  |
| 2.    | «Can't Blame a Girl for Trying» | Al Anderson Meghan Trainor Chris Gelbuda Sabrina Carpenter | Brian Malouf                     | 2:49     |  |
| 3.    | «The Middle of Starting Over»   | Sabrina Carpenter Jim McGorman Robb Vallier Michelle Moyer | Malouf Jim McGorman Robb Vallier | 3:32     |  |
| 4.    | «We'll Be the Stars»            | Sabrina Carpenter                                          |                                  | 3:06     |  |
| 5.    | «Two Young Hearts»              | Ben Berger Sabrina Carpenter Mae Ryan McMahon              | Captain Cuts                     | 3:53     |  |
| 6.    | «Your Love's Like»              | Matthew Tishler Phil Bentley Carpenter Lindsey Lee         | Matthew Tishler                  | 3:29     |  |
| 7.    | «Too Young»                     | Carpenter Jon Ingoldsby                                    | Jon Ingoldsby                    | 4:14     |  |
| 8.    | «Seamless»                      | Carpenter Chelsea Lena Jon Levine                          | Jon Levine                       | 3:06     |  |
| 9.    | «Right Now»                     | Carpenter Jordan Higgins Lindsay Rush                      | Jordan Higgins                   | 3:35     |  |
| 10.   | «Darling I'm a Mess»            | *Meghan Trainor - Carpenter                                |                                  | 2:59     |  |
| 11.   | «White Flag»                    | Sabrina Carpenter Scott Harris Cara Salimando Kyle Dykstra | Matt Squire                      | 3:18     |  |
| 12.   | «Best Thing I Got»              | Sabrina Carpenter Julie Frost John Gordon Dykstra          | John Gordon                      | 3:19     |  |
| 40:32 |                                 |                                                            |                                  |          |  |

## Charts
| Chart (2015)     | Peak position |
| ---------------- | ------------- |
| US Billboard 200 | 43            |

## Historial de lanzamientos
| País           | Fecha               | Formato(s)       | Discográfica |        |
| -------------- | ------------------- | ---------------- | ------------ | ------ |
| Estados Unidos | 14 de abril de 2015 | Descarga digital | Hollywood    | [ 12 ] |